# ライブドア (インターネットサービスプロバイダ)
株式会社ライブドア（livedoor, Inc.）は、かつて無料でインターネットサービスプロバイダ（ISP）サービスを提供していた日本の企業。
現在のライブドアの前身に相当する。

## 概要
インターネットの接続無料という画期的なスタイルから、順調に会員数を増やし、TVCMではヒロミ、神田うの、泉谷しげる、柏原崇、鈴木紗理奈等を起用した。
目標であった会員数100万人を大きく上回ったものの、黒字化へは結びつかず、またブロードバンド定額化の波に対応出来なかった事も要因となり、2002年（平成14年）に民事再生法の適用を申請した。
無料ISP事業、ISPブランド名及びサービスをオン・ザ・エッヂへ譲渡した（その後オン・ザ・エッヂはエッジを経てライブドアへ商号を変更）。オン・ザ・エッヂへの事業譲渡後、ライブドアは「株式会社ヴ・ナロード」へ商号を変更、2003年（平成15年）7月に民事再生手続が終結した。しばらく休眠状態で登記上は存在していたが、その後正式に解散した。

## 無料プロバイダ
一般的なISP事業においては、事業運営に必要なコストを会員からの月会費および接続料によって賄っているが、ライブドアの行った無料サービスでは、当初は「常時バナー広告が表示される専用のウェブブラウザを使ってもらうことで、民間放送のように広告料によって賄おう」というビジネスモデルを採用していた。他のISPと異なり、専用ブラウザ以外によるダイヤルアップ接続はできなかった。ただこのビジネスモデルはライブドアが初めてではなく、すでにアメリカではPC端末も含めて無料というサービスが普及していた。国内でもライブドアに先んじてハイパーネットがほぼ同じビジネスモデルでISPを展開し、2000年（平成12年）6月にはZEROが「Internet Free Access ZERO」として参入し、同年12月頃にテレビCMを大量出稿していた。
この方式では、HTML4.0以降への対応や各種プラグインの利用などについては、ソフトのバージョンアップを自社で行わなければならない、対応OSが限定されるほか、新しいOSが発売された場合に対応に時間がかかるといった欠点があった。
このため、後に専用ブラウザ方式を放棄し、ダイヤルアップ接続のためにNTT以外の電気通信事業者の電話回線（中継電話及び直収電話）を利用し、ダイヤルアップ接続から発生する通話料の一部を電気通信事業者からキックバックしてもらうことでコストを賄うというビジネスモデルに移行することになる。電話回線を提供する事業者にとっても、ユーザがダイヤルアップ接続することにより発生する通話料の一部をアクセスチャージとしてNTTから受け取れるので、長時間の通話が発生しやすいISPに対する電話回線の提供は旨味が大きく、キックバック分を差し引いても十分商売になるという目論見があった。しかしこのビジネスモデルは、2001年頃より普及し始めたADSL等によるいわゆる「ブロードバンド接続」に対応できないという問題が発生することとなり、結局一時的にしかうまく行かなかった。

## 沿革
- 1999年（平成11年）8月12日 - 設立。
- 1999年（平成11年）11月29日 - 無料インターネット接続サービスとポータルサイトを開始。
- 2002年（平成14年）10月31日 - 東京地裁へ民事再生手続きの開始を申請。
- その後、ヴ・ナロードに商号変更するも経営破綻した。）
- 2004年（平成16年）2月 - 前刀設立のライブドアを譲り受けた無料ISPのサービス名「livedoor」を社名に採用し、『株式会社ライブドア』（英: livedoor Co.,Ltd.）に商号変更。株式分割1:100（以下項目を参照）。